# Кайт-Бей

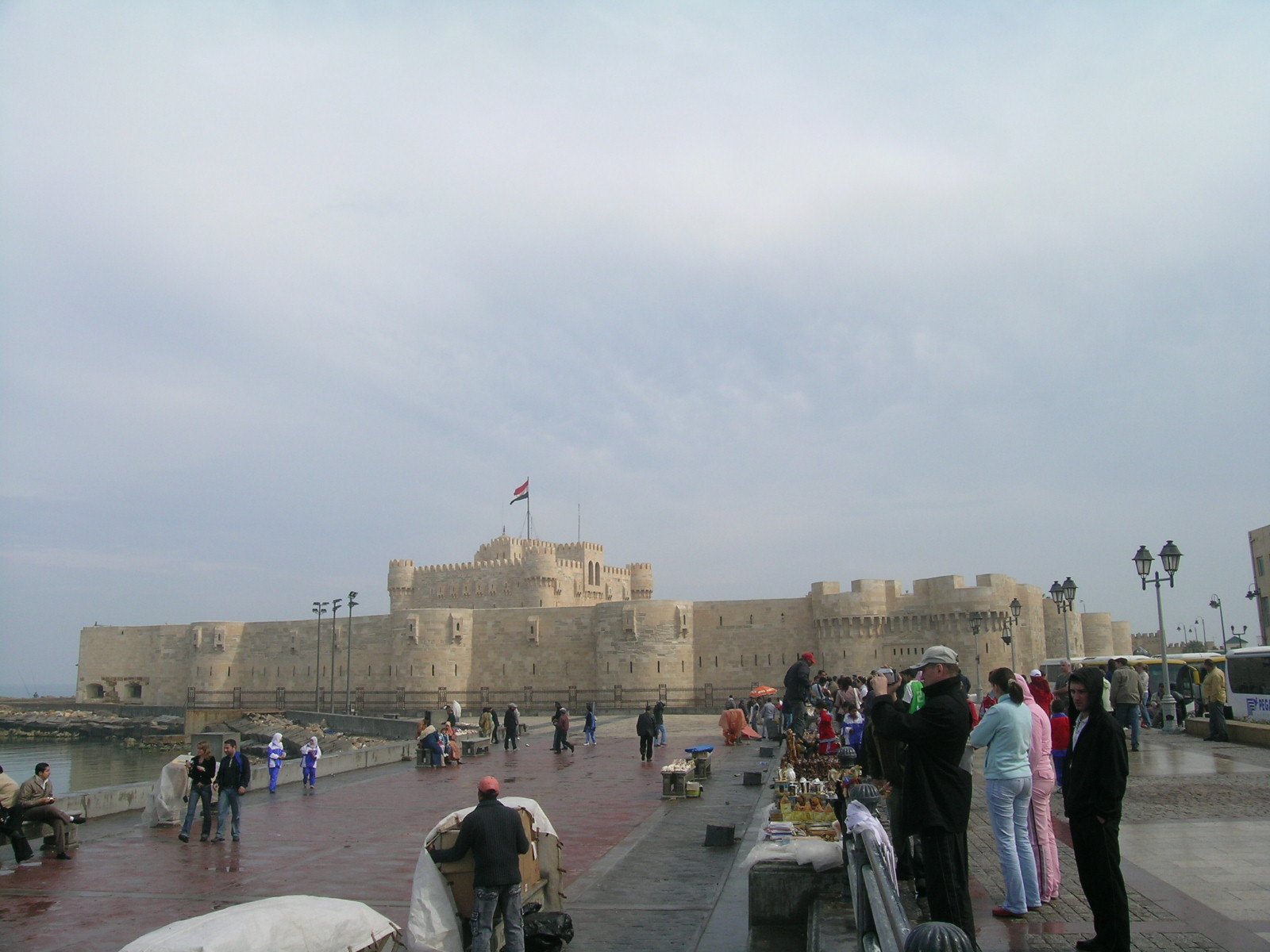
Форт Кайт-бей

Кайт-бей (араб.  قايتباي‎) — крепостное сооружение XV века, расположенное на побережье Средиземного моря на руинах одного из семи чудес света — античного маяка в Александрии.

## История
Крепость была заложена в 1477 году мамлюкским султаном аль-Ашрафом Кайт-беем. Считается, что крепость возникла на месте одного из Семи чудес древнего мира, Александрийского маяка, и даже более того — при строительстве были использованы остатки маяка.
Цитадель Кайт-бей исторически играла роль важного форпоста в Средиземноморье, не раз она подвергалась захватам и сокрушительным разрушениям. На протяжении её существования Цитадель восстанавливали и достраивали.
После утверждения османской власти в Египте Александрийскую цитадель Кайт-бей, как Каирскую, Саладина и ряд других крепостей, продолжали использовать по назначению. С ослаблением Турции Цитадель Кайт-бей потеряла своё военное значение. В 1798 году, во время вторжения французских Наполеоновских войск, она стала для них лёгкой добычей.
С приходом к власти в 1805 году Мухаммеда Али Александрийская Цитадель была восстановлена и оснащена современным на тот момент оружием, в частности береговыми орудиями. Именно поэтому правление Мухаммеда Али стало новой «золотой эрой» для Цитадели.
Во время восстания Ораби-паши (1879—1882) цитадель Кайт-бей подверглась атаке британских войск, в результате чего она была существенно повреждена.
Цитадель оставалась полуразрушенной до начала восстановительных работ в 1904 году и последующей реставрации под покровительством короля Фарука, который желал превратить крепость в усадьбу для отдыха.
После революции 1952 года Египетские военно-морские силы передали цитадель Кайт-бей в ведение местного Морского музея.
С 1984 года, по инициативе Организации Египетских древностей, в Цитадели Кайт-бей проводились масштабные восстановительные работы.